# Sportkommentator

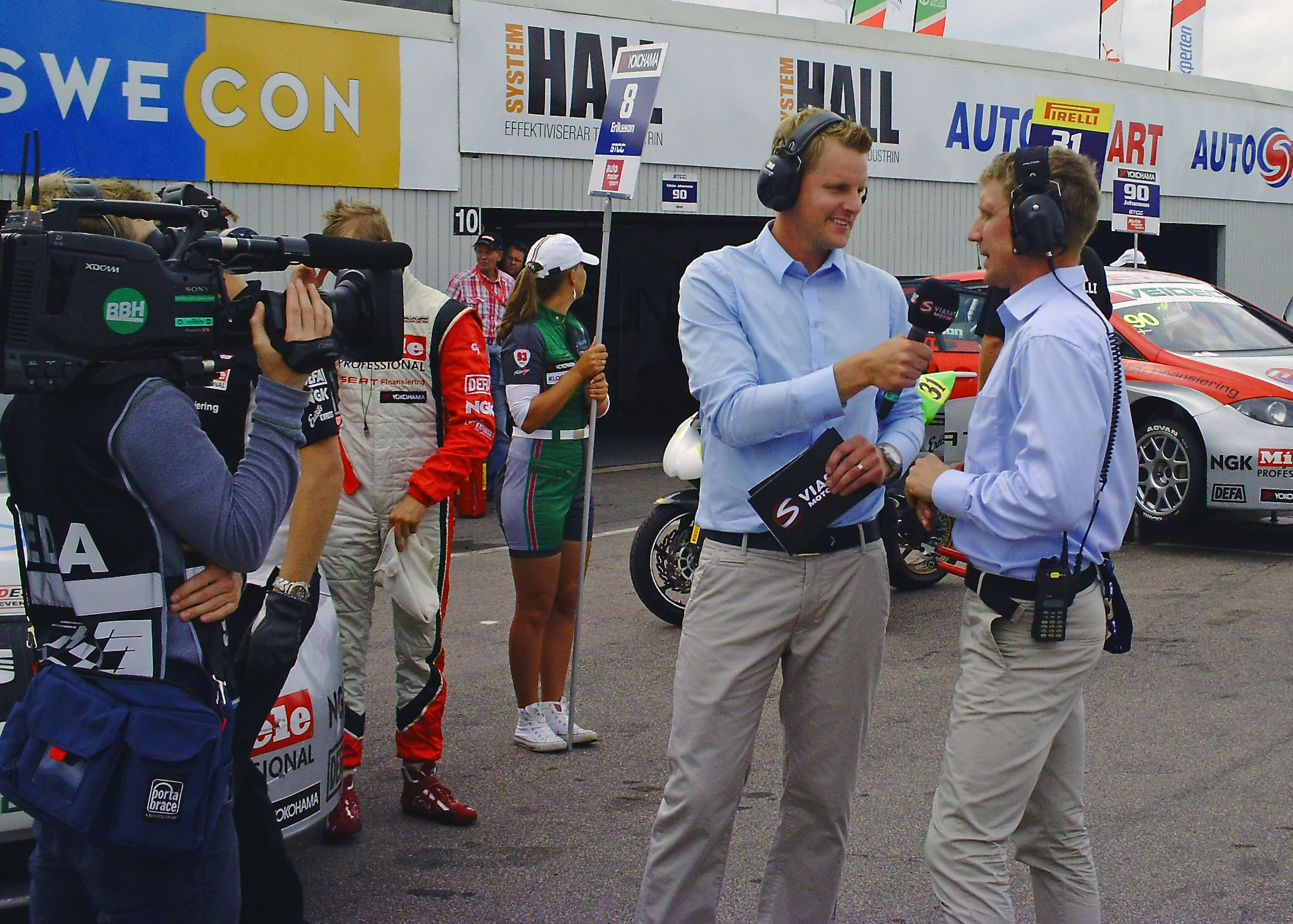
Viasat Motors expertkommentator, Carl Rosenblad, med samma kanals reporter, Niklas Jihde, under en sändning 2011.

En sportkommentator, eller bara kommentator, är en person som kommenterar händelseförloppet i sportsändningar inom TV och radio. Kommentatorn brukar sällan synas i bild, mer än möjligtvis före och efter tävlingen eller matchen. Istället hörs personens röst, vilken oftast är tydligare än ljudet från själva tävlingen.
En kommentators uppgift är att förenkla för tittarna, genom att dels helt enkelt säga vad som händer i bild just vid det tillfället, men även komma med statistiska upplysningar och berätta vad som händer utanför bild. Tillsammans med huvudkommentatorn brukar det ofta även finnas en så kallad expertkommentator. (I den engelskspråkiga världen kallas huvudkommentatorn ofta för play-by-play commentator och expertkommentatorn för color commentator). Den senare är oftast en tidigare aktiv inom sporten, vilken troligtvis har lättare att se olika situationer ur de tävlandes perspektiv och kunna förmedla dessa till tittarna. Expertkommentatorn får ofta även frågor från kommentatorn, vilka kan vara intressanta för tittarna.